# Sent Caprasi de Bordèu
Sent Caprasi de Bordèu (en francès Saint-Caprais-de-Bordeaux) és un municipi francès situat al departament de la Gironda i a la regió de la Nova Aquitània.

## Demografia
| 1962                                       | 1968 | 1975  | 1982  | 1990  | 1999  | 2007 |
| ------------------------------------------ | ---- | ----- | ----- | ----- | ----- | ---- |
| 666                                        | 884  | 1.006 | 1.805 | 2.321 | 2.534 |      |
| Des de 1962: població sense dobles comptes |      |       |       |       |       |      |

## Administració
| Període   | Identitat         | Partit |
| --------- | ----------------- | ------ |
| 1995-2007 | Jean-Paul Petit   | PCF    |
| 2007-     | Mickaël Felloneau | CPNT   |